# Leszek Suski
Leszek Suski (Włostów, 15 aprile 1930 – Cracovia, 19 aprile 2007) è stato uno schermidore polacco, vincitore di una medaglia di bronzo ai campionati mondiali di scherma.
È il nipote di Marian Suski.